# En Viaje
En Viaje fue una revista chilena, editada por la Empresa de los Ferrocarriles del Estado, que circuló entre 1933 y 1973.

## Historia
Comenzó a publicarse mensualmente desde noviembre de 1933, bajo la dirección de Domingo Oyarzún y fue el instrumento de difusión de la Empresa de los Ferrocarriles del Estado —siendo Juan Lagarrigue su director general— y del turismo. A través de sus páginas daba a conocer el país a chilenos y extranjeros, proporcionando además, los itinerarios de trenes, horarios, tarifas, entre otros datos imprescindibles para los viajeros. Los primeros números tenían 50 páginas, para luego ir aumentando, llegando a sobrepasar las 200 en su época de máximo esplendor.
Desde sus primeros números, En Viaje manifestó preocupación por el diseño, diagramación y calidad de sus páginas: fotografías en color, ilustraciones e insertos con propaganda a color. Dado esto, la publicación fue un ejemplo del desarrollo del diseño, la gráfica, la publicidad y la fotografía en Chile.
Hacia la década de 1940, bajo la dirección sucesiva de Washington Espejo y Carlos Varela, la revista se renovó, quedando a la altura de los principales magacines de América. Por la calidad de su contenido adquirió prestigio y se transformó en una publicación que se vendía masivamente en estaciones, quioscos de diarios, librerías y en los vagones del ferrocarril. Incluso circuló en el extranjero a través del Ministerio de Relaciones Exteriores, que la difundió como carta de presentación del país.
En 1953, asumió la dirección Manuel Jofré, quien le dio un nuevo impulso a la revista, abriendo más espacios para la cultura y el arte. Editó números monográficos dedicados a diversos temas y logró que las colaboraciones fueran bien remuneradas, de manera que destacados escritores nacionales escribieron constantemente en ella; algunos de ellos tuvieron secciones estables en la revista, en las que se ampliaba el conocimiento de distintas áreas de la cultura chilena. Entre ellas destacan artículos de viaje de Luis Durand; "Geografía religiosa de Chile", de Oreste Plath; "Síntesis botánica de Chile", de Roberto Montandón Paillard; "Breve historia de la plástica chilena", de Alfredo Aliaga Santos; y "Pintores chilenos", de Ricardo Bindis. Asimismo, participaban escritores como Antonio Acevedo Hernández, con artículos variados de cultura popular y teatro chileno.
La revista puso especial énfasis en la literatura nacional y la crítica literaria a través de columnas periódicas como "Pizarra de libros", de David Perry Barnes; "Glosario artístico" y "Libros", de Olga Arratia. Por otra parte, quedaron impresas en sus páginas las primeras composiciones de Miguel Arteche, Efraín Barquero, Fernando Jerez, Poli Délano, Omar Lara, Enrique Lihn, Gonzalo Millán, Jorge Teillier, entre otros.
La geografía e historia nacionales también estuvieron presentes en la revista, dedicándose espacio a temas curiosos o difíciles de encontrar como afiches, ascensores, cafés, calles, cementerios, circos, curanderos, vida nocturna en Santiago, entre otros. También fue una de las primeras revistas en Chile en incorporar secciones con grabados en color.
En julio de 1973 publicó su última edición. Posterior a su desaparición, el interés respecto de sus artículos aumentó, lo que generó que en 1995 se publicara el Índice general de la Revista En Viaje, desarrollado por un grupo de investigadores de la Biblioteca Nacional de Chile, que permitió ordenar y recuperar el contenido de la publicación y facilitar la consulta de investigadores y estudiosos. Asimismo, en octubre de 2005 la colección completa de la revista fue digitalizada y publicada en el sitio Memoria Chilena, perteneciente a la Biblioteca Nacional.

## Directores
Los directores de En Viaje fueron:
- Domingo Oyarzún (1933-1938)
- Washington Espejo (1939-1943)
- Carlos Varela (1943-1952)
- Manuel Jofré (1952-1967)
- Carlos Müller (1967-1973)